# WeTransfer
WeTransfer — хмарна служба комп'ютерної передачі файлів. Компанія була заснована в Амстердамі (Нідерланди) Бас Бееренсом і Налендом. Основний сервіс безкоштовний, з більшими можливостями для преміум-рахунків. Безкоштовні користувачі можуть надсилати файли до 2 Гб; WeTransfer «Plus» підтримує надсилання файлів до 20 Гб та пропонує такі функції, як захист паролем, налаштування каналів та 100 Гб пам'яті.